# Medvejié (lac, oblast d'Irkoutsk)
Le Medvejié (en russe : Медвежье, littéralement « Ours ») est un lac de montagne en Tofalarie, dans l'oblast russe d'Irkoutsk, dans le raïon de Nijneoudinsk. Situé au sein des Kanskoïe Belogorié (ru) dans les monts Saïan, il fait partie de la réserve naturelle de Tofalarie, une zakaznik d'importance fédérale de Russie, et est ainsi un endroit protégé.

## Géographie
Situé à une altitude de 1 322 mètres, ile situe dans le cours supérieur de la rivière Oziornoï, un affluent de l'Agoul, lui-même affluent du Kan en rive droite, donc un sous-affluent de l'Ienisseï. Il se situe dans le raïon de Nijneoudinsk, à l'extrémité sud-occidentale de l'oblast d'Irkoutsk. À seulement 2 kilomètres de la rive sud se trouve au sud la frontière avec le kraï de Krasnoïarsk. Nijneoudinsk se situe à 217 kilomètres au nord-est du lac, tandis que Artiomovsk, dans le kraï de Krasnoïarsk, la grande localité la plus proche, se situe à 156 kilomètres à l'ouest de l'étendue d'eau.
Le lac est allongé dans une direction méridionale, avec une largeur de seulement 1,2 kilomètre à son maximum, mais une largeur maximale de 7,2 kilomètres du nord au sud. Sa superficie est de 4,3 km2, tandis que son bassin versant est de 33,5 km2. Sa profondeur maximale est de 63 mètres, et la température de l'eau fin juillet varie de 10 à 12 °C.
Le lac est situé dans les Kanskoïe Belogorié (ru), massif du centre des monts Saïan, qui est à cheval sur l'oblast d'Irkoutsk, Touva et le kraï de Krasnoïarsk. À l'ouest se trouve la crête du lac, et à l'est la crête de l'Ours, les deux tirant leurs noms du lac. Le lac Agoul (ru) se situe à 20 km à l'ouest. Le lac fait partie du bassin de l'Ienisseï.

## Galerie

Images du lac
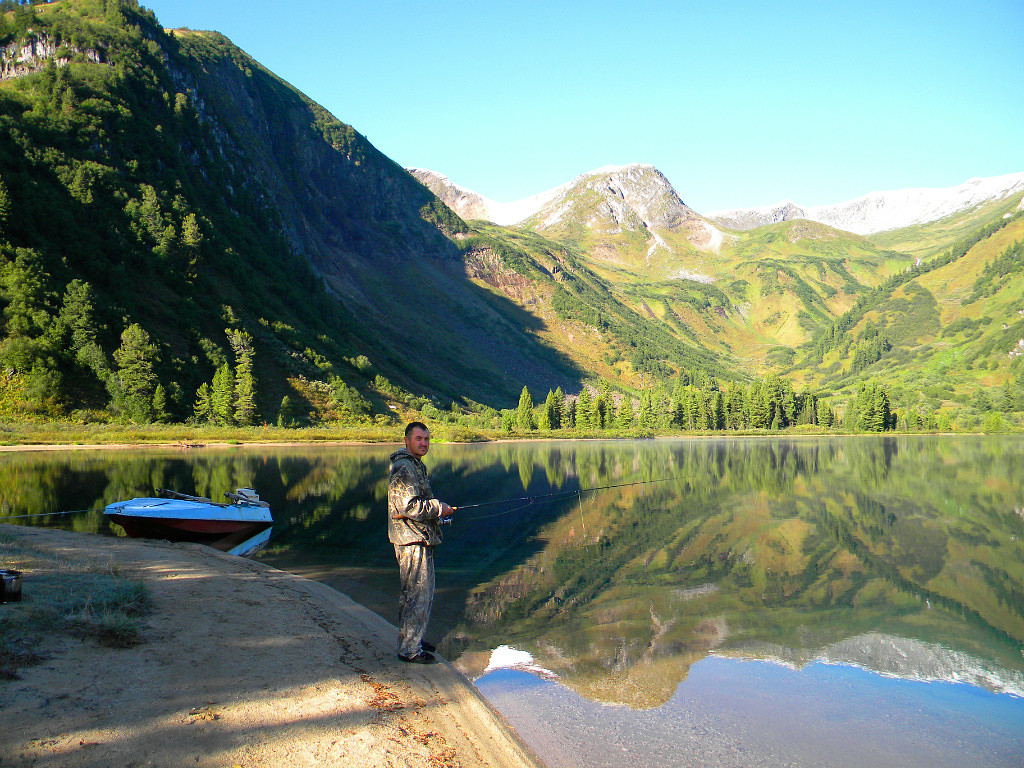
Pêcheur sur la rive du lac.
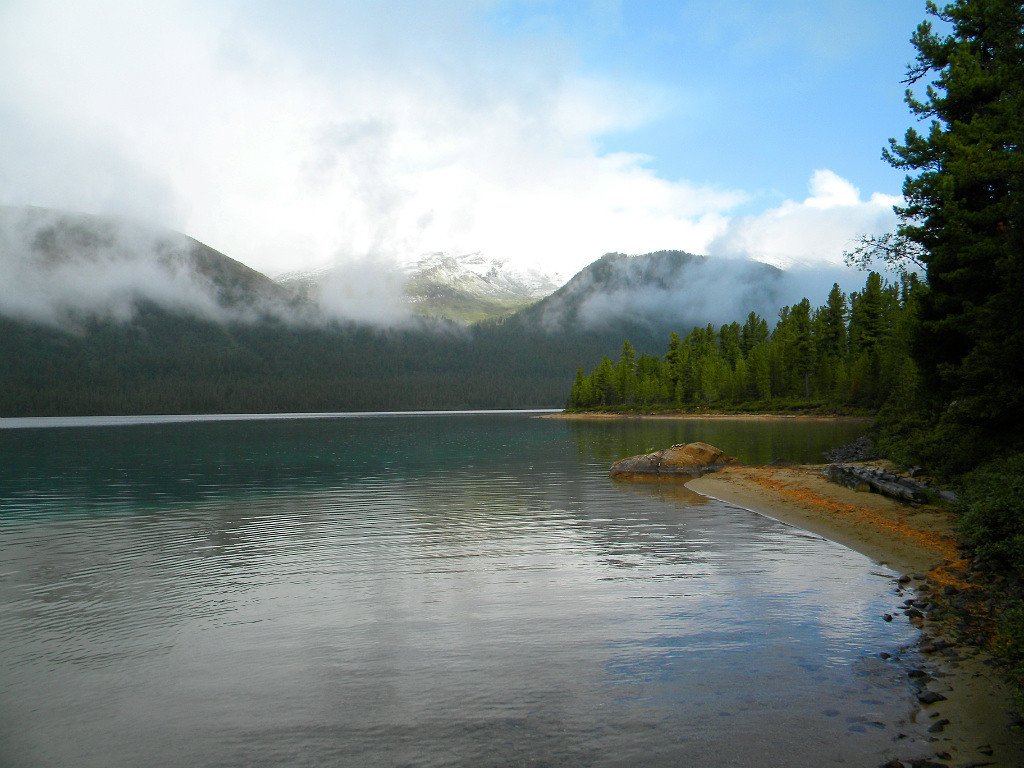
Le lac avec des nuages.